# Droga wojewódzka nr 171
Droga wojewódzka nr 171 (DW171) – droga wojewódzka w woj. zachodniopomorskim o długości 53 km łącząca Bobolice z Czaplinkiem (droga krajowa nr 20). Droga przebiega przez powiat koszaliński, szczecinecki i drawski, podlega Rejonowi Dróg Wojewódzkich Drawsko Pomorskie oraz RDW Koszalin.
Zachodniopomorski Zarząd Dróg Wojewódzkich w Koszalinie określił ją jako drogę klasy G.

## Miejscowości leżące przy trasie DW171
- Bobolice
- Sikory
- Grzmiąca
- Barwice
- Czechy
- Błotko
- Łozice-Cegielnia
- Kuszewo
- Polne
- Wielawino
- Trzemienko
- Żytnik
- Stary Chwalim
- Przystawy
- Czaplinek